# Daniel Haas
Daniel Haas (Erlenbach am Main, 1 augustus 1986) is een voormalig Duits voetballer. Hij speelde van 2012 tot 2016 als doelman voor het Duitse 1. FC Union Berlin.

## Cluboverzicht
| Seizoen  | Club                | Competitie    | Weds | Goals |
| -------- | ------------------- | ------------- | ---- | ----- |
| 2001-'02 | Eintracht Frankfurt | 2. Bundesliga | 0    | 0     |
| 2002-'03 | Hannover 96         | Bundesliga    | 0    | 0     |
| 2003-'04 | Hannover 96         | Bundesliga    | 1    | 0     |
| 2004-'05 | Hannover 96         | Bundesliga    | 0    | 0     |
| 2005-'06 | TSG 1899 Hoffenheim | Regionalliga  | 13   | 0     |
| 2006-'07 | TSG 1899 Hoffenheim | Regionalliga  | 23   | 0     |
| 2007-'08 | TSG 1899 Hoffenheim | 2. Bundesliga | 17   | 0     |
| 2008-'09 | TSG 1899 Hoffenheim | Bundesliga    | 19   | 0     |
| 2009-'10 | TSG 1899 Hoffenheim | Bundesliga    | 7    | 0     |
| 2010-'11 | TSG 1899 Hoffenheim | Bundesliga    | 9    | 0     |
| 2011-'12 | TSG 1899 Hoffenheim | Bundesliga    | 1    | 0     |
| 2012-'13 | 1. FC Union Berlin  | Bundesliga    | 19   | 0     |
|          |                     | Totaal        | 109  | 0     |